# Gépírás

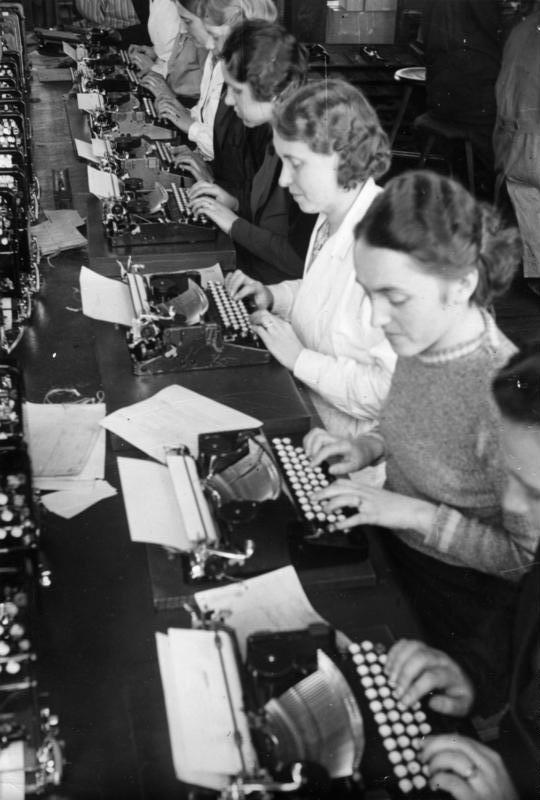
Minőség-ellenőrzés egy német írógépgyárban, Drezda, 1934

A gépírás vagy gépelés (idegen szóval daktilográfia a görög dáctylos = ujj és graphía = írás szóból) az írógép (vagy általánosabban a billentyűzet) használatával történő írás technikája és gyakorlata.
Önálló szakmai tudományág, amely nagy fejlődésen ment keresztül, és minden szektorba, minden irodai munkába belépett az elmúlt évtizedekben, gyakran a gyorsírással, a gépi számításokkal, a sokszorosítási technikákkal és a gépesített könyveléssel együtt.

## Története

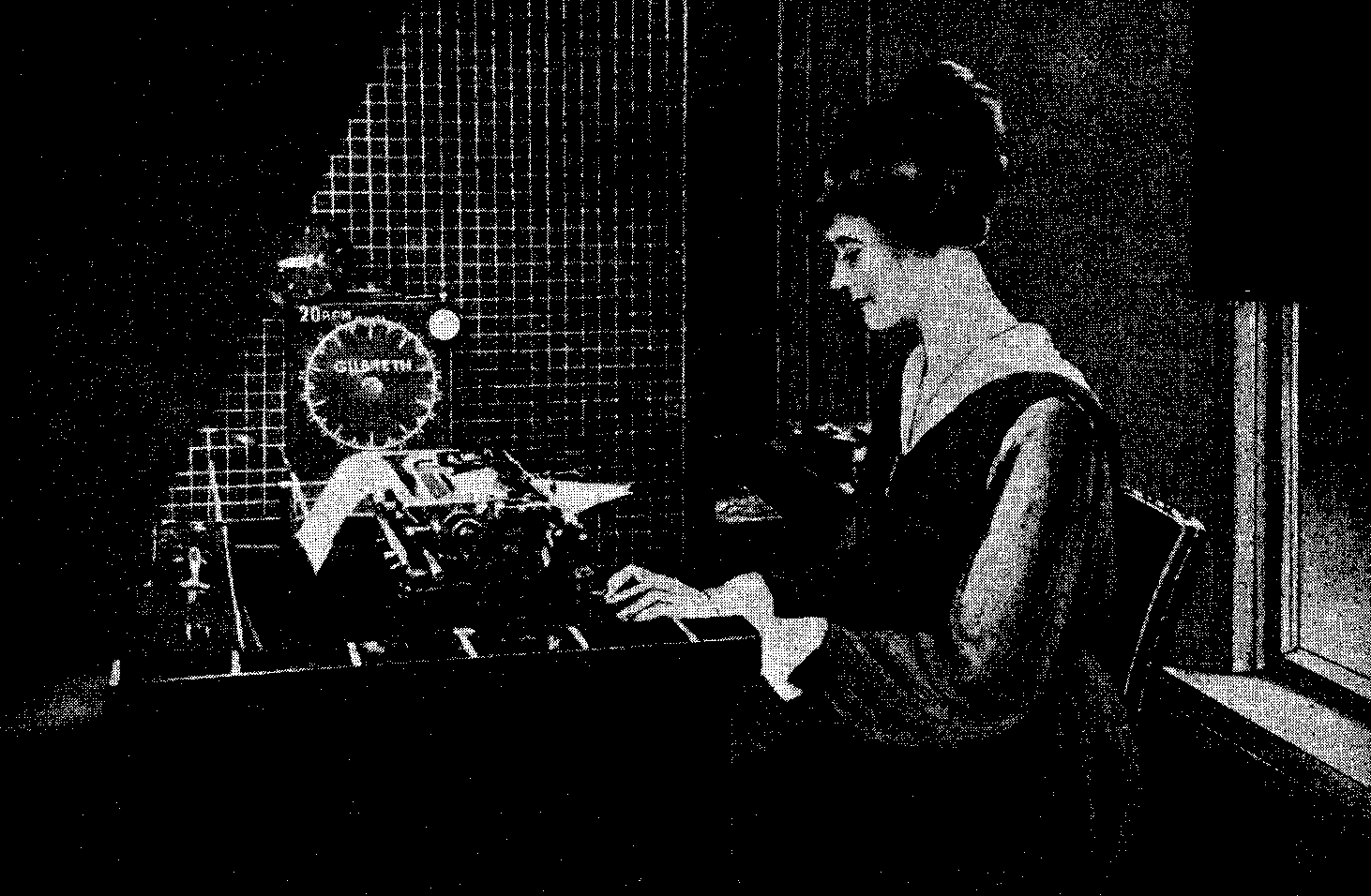
Gépírónő a 19. század végén

Születése a 19. század második felére nyúlik vissza, amikor is a Remington & Son of Ilion (New York) által gyártott és forgalmazott első írógépek (a philadelphiai nemzetközi kiállításon bemutatott Mod. 1 1876-ban) az írás és a kommunikáció új mutatták be, és valódi választ már nemcsak a kéziratos szövegek bemutatásának, archiválásának és megőrzésének mikéntjére, hanem egyre inkább a tipográfiai szövegekére is adtak.
Az írógép elterjedése a 19. század legfejlettebb irodáiban elengedhetetlenné tette olyan személyzet meglétét, amely a lehető legjobban tudja használni a mások által diktált vagy piszkozatok formájában megírt szövegek gépelését. Ily módon a kalligráfus szakmát fokozatosan kiszorította a gépírói hivatás. Mindenekelőtt nők gyakorolták, akiknek most volt először lehetőségük irodai munkavégzési karrierre, fúggetlenedve a családtól, és az alulfizetett munkáktól egyfajta emancipáció felé.
A folyamatos technológiai újítások a gépelés mennyiségi növekedéséhez és fejlődéséhez vezettek, aminek következtében a gépíró munkamódszere is megváltozott.
Így az első automatizmusokkal felszerelt elektromos írógépek megjelenésével a gépíró munkája nagymértékben könnyebb lett. Fokozatosan növelhették a gépelési sebességet anélkül, hogy annak pontossága romlott volna. Gyorsabb munkát tettek lehetővé az elektronikus gépek; a betűtípus módosításának lehetősége (gömbfejjel, majd később margarétafejjel) lehetővé téve az írás további személyre szabását; a nyomtatás zaja is megszűnt a tintasugaras nyomtatás bevezetésével.
A memóriával rendelkező gépekre, majd az első szövegszerkesztő rendszerekre való átállás lehetővé tette az éppen begépelt szöveg áttekintését, esetleges javítását még nyomtatás előtt, lehetőséget adva a szükséges változtatások után ugyanazon szöveg ismételt kinyomtatására, ami elvezetett a  korrekciós rendszerek és a többpéldányos szénpapír, vagy az indigós másolatok elhagyásához.

## Leírása

### Használata
A személyi számítógép elterjedése, valamint az e-mail, az internetes fórumok, a chatelés, a blogok egyre növekvő használata arra késztette az embereket, hogy gyakran és következetesen alkalmazzák a billentyűzetet, nemcsak üzleti, hanem szabadidős célokra is. A gépelés ismerete még fontosabb a számítógépen rejlő lehetőségek maximális kihasználásához. Az elaborátor és az abban rejlő lehetőségek nagy ismerete szükséges a jó eredmények eléréséhez. Virágoznak az új iskolák, köztük online is, amelyek számítógépes gépelési tanfolyamokat kínálnak, gyakran olyan programokkal kombinálva, amelyek lehetővé teszik a „vakon gépelés” módszerének elsajátítását.
A gépírás kezdete óta diákok és szakemberek mérik össze gépelési tudásukat, és a mai napig is sok fiatal vesz részt a személyi számítógépes gépelési és szövegszerkesztő regionális és országos bajnokságokon, bizonyítva az elért magas színvonalat.
A gépelést egyre gyakrabban alkalmazzák látássérültek esetén rehabilitációs módszerként (elég hozzá a személyi számítógép billentyűzete és a beszédszintézis támogatása), a Dattilobraille mellett vagy helyett, a Braille-írás és olvasás, az olvasás és írás optikai nagyítóval stb. Ezáltal lehetővé teszi a különböző számítógépes segédeszközök könnyű elérését, sőt azok ismeretét elengedhetetlen feltételnek tekintik.

### Oktatása

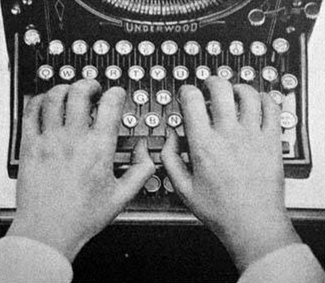
Alapvető ujjrend az Underwood-írógép billentyűzetén

Az első gépírást oktató iskolák 1881-ben születtek Amerikában, és néhány év alatt nagyszámú tapasztalt gépírót bocsátottak ki.
Még Olaszországban is, bár későn, de módosították az iskolai tanterveket, és új tantárgyakat vezettek be, hogy felkészüljenek az új feltörekvő szakmákra.

### Módszertana

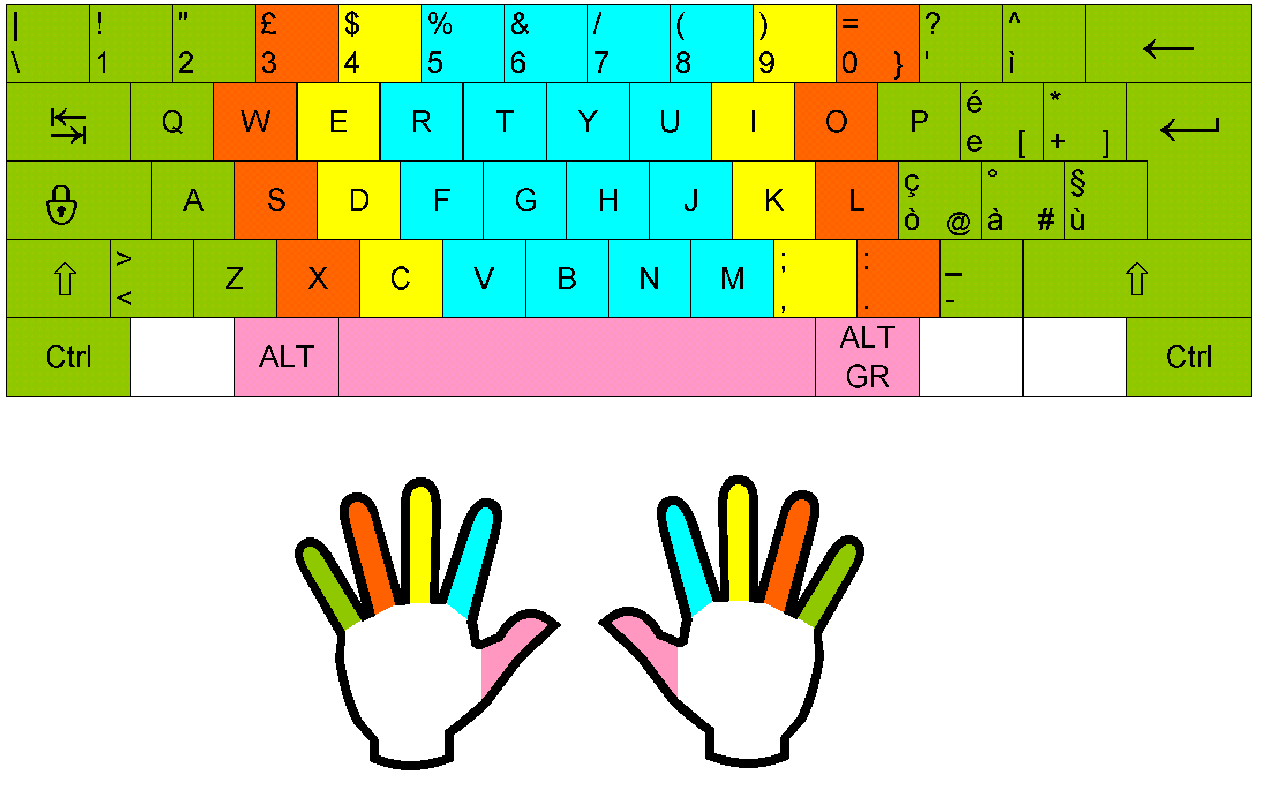
Diagram a tízujjas vakon gépeléshez

A gépelés alapja az a kéztartás, amelynek kiindulópontja a megfelelő pozícióban van, amit a kezelőnek fel kell vennie a gép előtt, a vakon való írásmódra fokozatos gyakorlatokkal lehet felkészülni.
Csak így lehetséges a gépíró megfelelő felkészítése, akinek rendkívüli pontossággal kell használnia a billentyűzetet, állandó ritmus mellett egyre nagyobb írási sebességre kell szert tennie, alkalmaznia kell az érvényes dokumentumok lapszámozási szabályait, mind műszaki-gyakorlati, mind esztétikai szempontból, és megfelel a munka valós igényeinek. Ily módon felmerül az igény a gépírás tanítására, amely nemcsak a technikát, az ütem-ritmus egységességét, a rendet és a pontosságot fejleszti, hanem a kreatív és esztétikai érzéket is. A gépelés ezért az esztétikai és kifejezőképességet is fejleszti.
A technika fejlődésével különféle módszerek alakultak ki, amelyek mindig az operátor munkájának megkönnyítését célozták (például egér vagy hangfelismerés segítségével), és egyre bővült a kapcsolat a riporterekkel. és a feliratozókkal, a professzionalizmus jelenleg is egyre növekszik.

A személyi számítógépekben általánosan használt QWERTY-billentyűzetkiosztás

A gépírás elsajátítására használt módszerek az idők során a számológépekre is adaptálódtak, és mára az írógépek gyakorlatilag használaton kívül kerültek, az eredeti gépelés átadta a helyét a személyi számítógépes szövegszerkesztésnek és a szövegszerkesztő programok használatának. Ezáltal az információs technológiával való integrációja megerősítést nyer. Jelenleg tehát a gépelést a billentyűzet kezelésére kell érteni.
A vakon írás alapjai még inkább érvényesek a kiterjesztett számítógépes billentyűzetre. Ezt az írásmódot ma is tanítják különböző iskolákban.

## Fordítás
Ez a szócikk részben vagy egészben  a   Dattilografia című olasz Wikipédia-szócikk ezen változatának fordításán alapul.  Az eredeti cikk szerkesztőit annak laptörténete sorolja fel. Ez a jelzés csupán a megfogalmazás eredetét és a szerzői jogokat jelzi, nem szolgál a cikkben szereplő információk forrásmegjelöléseként.